# Andrian Dushev
Andrian Dushev, född den 6 juni 1970 i Sofia, Bulgarien, är en bulgarisk kanotist.
Han tog OS-brons i K-2 1000 meter i samband med de olympiska kanottävlingarna 1996 i Atlanta.